# Marie Bäumer
Marie Bäumer, född 7 maj 1969 i Düsseldorf, Nordrhein-Westfalen, är en tysk skådespelerska.

## Utmärkelser
Bäumer har bland annat vunnit Tyska filmpriset för bästa kvinnliga huvudrollsinnehavare 2018 för 3 Tage in Quiberon.

## Roller i urval
- 1993 – Tatort (TV-serie) (1 avsnitt)
- 1996 – Bakom murarna
- 2002 – Napoleon (miniserie)
- 2003 – Adam & Eva
- 2006 – Dresden (TV-film)
- 2007 – Falskmyntarna
- 2018 – 3 Tage in Quiberon